# Noccaea tenuis
Noccaea tenuis là một loài thực vật có hoa trong họ Cải. Loài này được (Boiss. & Buhse) F.K. Mey. mô tả khoa học đầu tiên năm 1973.